# Martin Liepach
Martin Liepach (* 1961 in Frankfurt am Main) ist ein deutscher Gymnasiallehrer und promovierter Politologe, der vor allem zur jüdischen Geschichte publiziert. Sein Buch über das Wahlverhalten der jüdischen Bevölkerung in der Weimarer Republik gilt als Standardwerk.

## Leben
Martin Liepach studierte Geschichte und Mathematik an der Universität Frankfurt am Main. 1993/94 wurde er bei Jürgen W. Falter an der Freien Universität Berlin mit der Dissertation Das Wahlverhalten der jüdischen Bevölkerung. Zur politischen Orientierung der Juden in der Weimarer Republik zum Dr. phil. promoviert, die heute in Fachkreisen als Standardwerk gilt. 1994 erhielt er den Wolf-Erich-Kellner-Preis der Wolf-Erich-Kellner-Gedächtnisstiftung. 1995 legte er das zweite Staatsexamen ab. Er ist seitdem als Gymnasiallehrer für Geschichte und Mathematik und Fachvorsitzender Geschichte an der Liebigschule in Frankfurt am Main tätig.
Liepach ist seit 1999 teilabgeordnet an das Jüdische Museum Frankfurt, wo er Mitarbeiter des Pädagogischen Zentrums (in Kooperation mit dem Fritz Bauer Institut) ist. Zudem ist er Lehrbeauftragter am Historischen Seminar der Universität Frankfurt. Weiterhin ist er Mitglied der Wissenschaftlichen Arbeitsgemeinschaft des Leo Baeck Instituts in Deutschland.
Liepach publiziert vielfältig (wissenschaftlich, didaktisch und museumspädagogisch), insbesondere zur jüdischen Geschichte.

## Schriften (Auswahl)
- Das Wahlverhalten der jüdischen Bevölkerung. Zur politischen Orientierung der Juden in der Weimarer Republik (= Schriftenreihe wissenschaftlicher Abhandlungen des Leo-Baeck-Instituts. Bd. 53). Mohr, Tübingen 1996, ISBN 3-16-146542-3.
- Das goldene Jahrfünft? Die mittlere Phase der Weimarer Republik (1924–1929). Stuttgart 1997.
- Schule und Erinnerungsort (= Friedrichsruher Beiträge. Bd. 33). Otto-von-Bismarck-Stiftung, Friedrichsruh 2007, ISBN 978-3-933418-36-4.
- Oskar Schindler – Vater Courage (= Blickpunkt Hessen. Nr. 8). Hessische Landeszentrale für politische Bildung, Wiesbaden 2008, ISBN 978-3-927127-79-1.
- Geschichte (= Pocket teacher. Klassen 5–10). 2 Bände, 4. aktualisierte Auflage, Cornelsen Scriptor, Mannheim 2012.

- Von der Antike bis 1789, ISBN 978-3-411-87060-8.
- Von 1789 bis heute, ISBN 978-3-411-86995-4.

- mit Wolfgang Geiger: Fragen an die jüdische Geschichte. Darstellungen und didaktische Herausforderungen (= Geschichte unterrichten). Wochenschau-Verlag, Schwalbach 2014, ISBN 978-3-7344-0020-9.
- mit Dirk Sadowski (Hrsg.): Jüdische Geschichte im Schulbuch. Eine Bestandsaufnahme anhand aktueller Lehrwerke (= Eckert. Expertise. Bd. 3). V & R Unipress, Göttingen 2014, ISBN 978-3-8471-0371-4.